# Barisia planifrons
El lagarto alicante de las montañas (Barisia planifrons) es una especie de reptil perteneciente a la familia Anguidae. También es conocido como lagartija alicante oaxaqueña.

## Clasificación y descripción
Especie que alcanza una longitud hocico-cloaca de 122 mm. La longitud de la cola es un poco mayor a la del cuerpo. El cuerpo es robusto y las extremidades son cortas. La cabeza tiene forma triangular y es robusta. Las escamas dorsales son cuadrangulares y quilladas. Presenta un pliegue ventrolateral granular bien desarrollado. Presenta un total de 34-39 escamas longitudinales y 16-17 transversales en la región dorsal; Las escamas ventrales son lisas con un total de 53-57 escamas longitudinales y 12 transversales. La coloración dorsal es café oscuro, la mayoría de los especímenes conocidos presentan numerosas manchas color liquen en el cuerpo, cabeza y extremidades. El vientre es color gris verdoso.

## Distribución
Especie endémica de Oaxaca. Su distribución va de los 2180 a 2720 m s. n. m.

## Hábitat
Es una especie diurna y completamente terrestre. Suelen encontrarse desplazándose en la hojarasca. Encuentran refugio debajo de troncos caídos. Presenta conducta antidepredatoria, un espécimen macho al sentirse amenazado puede fingir estar muerto, soltar la cola, poner el vientre hacia arriba y enroscarse dejando a la vista los hemipenes. Es insectívora y se alimenta de escarabajos, chapulines y larvas de mariposas. Es una especie vivípara.

## Estado de conservación
Se encuentra catalogada como menor preocupación (LC) en la IUCN.